# 王寶明
王寶明（455年—512年12月20日），南朝齊文惠太子蕭長懋之妻。祖父是吳興太守王韶之，父親是太宰祭酒王曄之，哥哥是義興太守王晃。她在南朝宋的時期，便已嫁給蕭長懋為妻。兩人之間，生下鬱陵王蕭昭業。

## 生平
當南朝宋的桂陽王劉休範造反時，蕭道成參與討伐的工作，卻傳來他已死去的消息，此事使得蕭家的宅子遭波及被抄。於是在當時，蕭長懋與竟陵王蕭子良便將蕭賾的妻子裴惠昭、蕭嶷的妻子庾氏，連同王寶明一同送到王寶明兄王昺之的家中，一直等到亂事平定後才讓她們離開。建元元年（479年），封王寶明為南郡王妃。建元四年（482年），又改封她為皇太子妃。她並不得蕭長懋的寵愛，因此當蕭長懋為其他宮人做華麗的新衣與新首飾時，王寶明使用的仍是舊的帷帳與十幾樣舊釵。
永明十一年（493年），蕭長懋過世，於是改立其子蕭昭業為皇太孫，封王寶明為皇太孫太妃。不久，蕭賾也過世，蕭昭業即位，尊王寶明為皇太后，稱為「宣德宮」，並為她置男侍三十人。另外追贈其父王曄之為金紫光祿大夫，母桓氏為豐安縣君。次年，蕭鸞杀萧昭业，以皇太后名义追废萧昭业为鬱林王，立萧长懋庶子萧昭文为帝，自己进爵宣城郡王，不久又以皇太后名义称“降萧昭文为海陵王、禅位于宣城郡王、出居别馆”，即位为齐明帝，于是將王寶明送出宮，讓她住在鄱陽王舊宅，稱那裡為宣德宮。永元三年（501年），蕭衍改立蕭寶融為帝，杀入京城后，迎王寶明回宮稱制，稱為宣德太后，以她的名义追废蕭寶卷為東昏侯、诛杀明帝诸子及令萧宝融禅位。
南齊滅亡後，王寶明遜居於宮外，於天監十一年十一月癸丑（512年12月20日）過世，年五十八歲，葬在崇安陵，諡為文安皇后。

## 延伸阅读
[在维基数据编辑]
 《南齊書·卷20》，出自萧子显《南齊書》
 《南史·卷11》，出自李延壽《南史》